# Подлесе (Равський повіт)
Подлесе (пол. Podlesie) — село в Польщі, у гміні Біла-Равська Равського повіту Лодзинського воєводства.
Населення — 53 особи (2011).
У 1975-1998 роках село належало до Скерневицького воєводства.

## Демографія
Демографічна структура станом на 31 березня 2011 року:
|          | Загалом | Допрацездатний вік | Працездатний вік | Постпрацездатний вік |
| -------- | ------- | ------------------ | ---------------- | -------------------- |
| Чоловіки | 27      | 6                  | 17               | 4                    |
| Жінки    | 26      | 7                  | 13               | 6                    |
| Разом    | 53      | 13                 | 30               | 10                   |